# Tullio Marengoni
Tullio Marengoni, né en 1881 et mort en 1965, est un ingénieur italien qui travaille pour le bureau d'études de la firme Beretta au cours de la première moitié du XXe siècle. Impliqué dans la conception de pistolets et mousquetons automatiques, Marentoni crée ainsi les Beretta 1918 et Beretta 1918/30. Le second, remanié et simplifié, est l'ancêtre directe du Beretta 1938A.

## Projets
- pistolet Beretta model 1934
- pistolet Beretta model 1935
- fusil mitrailleur Beretta 1918
- fusil semi-automatique Beretta 1918/30
- fusil mitrailleur Beretta 1938A et ses variantes,
- fusil mitrailleur Beretta Modèles 1/2/3